# Almyros
Almyros (tiếng Hy Lạp: ?) là một khu tự quản ở vùng Thessalía, Hy Lạp. Khu tự quản Almyros có diện tích 905 km², dân số theo điều tra ngày 18 tháng 3 năm 2001 là 20139 người.